# Fredrika Stenhammar
Fredrika Stenhammar, född Andrée 19 september 1836 i Visby stadsförsamling, Gotlands län, död 7 oktober 1880 i Hovförsamlingen, Stockholm, var en svensk operasångare (sopran), verksam i Tyskland och Österrike och primadonna vid Operan i Stockholm.

## Biografi
Stenhammar var operaelev vid musikkonservatoriet i Leipzig 1851–1854, och anställd vid Hofoper i Dessau 1854–1855, varefter hon turnerade i Kassel och Leipzig. Hon var engagerad vid Stockholmsoperan 1855–1857, varefter hon under åren 1857–1858 studerade hos Gilbert Duprez och sjöng vid Hovoperan i Wien 1859. År 1859 återupptog hon sitt arbete i Stockholm, där hon också verkade som sångpedagog. Bland andra undervisade hon Mathilda Grabow. Från 1864 var hon ledamot av Musikaliska Akademien.
Hon tilldelades Litteris et artibus 1876 av Oscar II.
Stenhammar var syster till tonsättaren och domkyrkoorganisten Elfrida Andrée. Deras föräldrar var provinsialläkaren Andreas Andrée och Lovisa Lyth. Hon gifte sig 1863 med operasångaren och tullkontrollören Fredrik Stenhammar och blev mor till Elsa Stenhammar. Hon var dessutom svägerska till Per Ulrik Stenhammar, som var far till Wilhelm Stenhammar.  
Hon är begravd på Stockholms norra begravningsplats.

## Kompositioner
- Dalens blomma för röst och piano (1844)
- Fem sånger vid piano för röst och piano (1869)
  1. ”Granen” (Heinrich Heine)
  2. ”Hjertesorg” (Emanuel Geibel)
  3. ”Drömmen” (Heinrich Heine)
  4. ”Längtan” (Karl Immermann)
  5. ”Oförstådd kärlek” (Heinrich Heine)
- Fredrika Stenhammars arkiv (Musik- och teaterbiblioteket)